# Philautus sanctisilvaticus
Philautus sanctisilvaticus е вид земноводно от семейство Rhacophoridae. Видът е критично застрашен от изчезване.

## Разпространение
Разпространен е в Индия.